# Aleksa Avramović
Aleksa Avramović (in serbo Алекса Аврамовић?; Čačak, 25 ottobre 1994) è un cestista serbo, di ruolo guardia.

## Caratteristiche tecniche
Mancino con attitudine al gioco a campo aperto. Possiede anche buone qualità difensive, grazie a braccia lunghe e atletismo riesce a mettere pressione sulla palla..

## Carriera
Avramović gioca la sua prima stagione da professionista al Borac Čačak, mentre il secondo anno indossa la maglia del OKK Belgrado.
Nell'estate 2015 fa ritorno alla sua prima squadra, il Borac Čačak. Qui è il migliore marcatore e viene eletto MVP della stagione regolare. In febbraio, nella partita contro il Mladost Zemun, mette a segno 47 punti con 15 su 21 dal campo, 6 assist e 12 rimbalzi. Per questa prestazione viene eletto MVP della partita con 63 di valutazione. Termina la stazione con 20,1 punti, 4,4 rimbalzi e 5,9 assist di media a partita.
Il 16 giugno 2016 si trasferisce in Italia, firmando un contratto con la Pallacanestro Varese. Nell'arco delle tre stagioni in maglia varesina, Avramovic mostra una crescita graduale che lo consacra come idolo indiscusso dei lombardi. La sua prima stagione la termina a 6,5 punti di media, la seconda a 11,8, mentre nella terza, in cui esplode definitivamente, registra 17,7 punti a partita.

## Statistiche

### Eurolega
| Anno      | Squadra  | PG | PT | MP   | TC%  | 3P%  | TL%  | RP  | AP  | PRP | SP  | PP   |
| --------- | -------- | -- | -- | ---- | ---- | ---- | ---- | --- | --- | --- | --- | ---- |
| 2022-2023 | Partizan | 23 | 7  | 14,0 | 44,6 | 33,3 | 68,8 | 1,9 | 1,6 | 0,6 | 0,2 | 6,3  |
| 2023-2024 | Partizan | 24 | 6  | 18,6 | 49,7 | 29,5 | 77,5 | 1,8 | 1,8 | 0,7 | 0,2 | 10,2 |
| Carriera  | Carriera | 47 | 13 | 16,4 | 47,7 | 31,0 | 75,0 | 1,8 | 1,7 | 0,7 | 0,2 | 8,3  |

## Palmarès

### Squadra
- Lega Adriatica: 1

Partizan Belgrado: 2022-2023
- VTB United League: 1

CSKA Mosca: 2024-2025
- Supercoppa VTB United League: 1

CSKA Mosca: 2024

### Individuale
- Košarkaška liga Srbije MVP: 1

Basket Borac Čačak: 2015-16